# Real Time Streaming Protocol
RTSP (eng. Real Time Streaming Protocol) este un protocol de control al rețelei destinat pentru utilizarea în divertisment (eng. entertainment) și sisteme de comunicații de control al fluxului serverelor media (eng. streaming media servers).
Protocolul este utilizat pentru stabilirea și controlul sesiunii media intre capetele (eng: end points) comunicației.